# Frédéric Corbisier

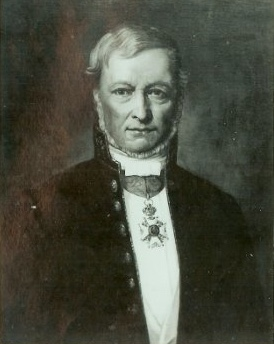
Frédéric Corbisier

Frédéric Ferdinand Désiré Ernest Corbisier (Bergen, 10 januari 1796 - 22 november 1877) was een Belgisch volksvertegenwoordiger, senator en ondernemer.

## Biografie

### Familie
Frédéric Corbisier was een zoon van Emmanuel Corbisier en Marie-Josèphe Senault. Zijn vader was advocaat bij de Soevereine Raad van Henegouwen, rechter en gemeenteraadslid van Sint-Joost-ten-Node.
Hij trouwde in 1825 in Frameries met zijn nicht Joséphine Corbisier (1805-1874), dochter van Charles-Antoine-Hubert Corbisier, burgemeester van Frameries. Hij was de schoonvader van Charles-Xavier Sainctelette (1825-1898), advocaat, provincieraadslid van Henegouwen, gemeenteraadslid van Bergen, volksvertegenwoordiger, minister van Openbare Werken en voorzitter van het college van censoren van de Nationale Bank van België.

### Loopbaan
Corbisier was actief in de ondernemerswereld:
- kolenhandelaar in Bergen,
- vennoot van het Huis Legrand-Gossart in Bergen,
- afgevaardigd bestuurder van Charbonnages De Hornu et Wasmes,
- regisseur van de spoorweg Haut et Bas Flénu.

Op gemeentelijk politiek vlak was hij gemeenteraadslid van Bergen (1830-1835), burgemeester van Frameries (1842-1848) en opnieuw gemeenteraadslid van Bergen (1850-1854). In 1830 was hij ook verkozen als opvolger voor het Nationaal Congres.
Na lid te zijn geweest van de Provinciale Staten van Henegouwen (1827-1836) werd hij tot provincieraadslid verkozen in 1836 en was van 1848 tot 1851 voorzitter van de provincieraad.
In 1831 werd hij verkozen tot liberaal volksvertegenwoordiger voor het arrondissement Bergen en hield dit mandaat tot in 1836. Hij werd opnieuw verkozen, ditmaal als senator, in 1854 en vervulde dit mandaat tot in 1869.